# Хепатитис А
Хепатитис А (епидемични хепатитис, заразна жутица) је акутна упална болест јетре узрокована малим РНК вирусом који се преноси фекално-оралним путем. Реч је о прилично заразној болести која се може јавити спорадично или може бити епидемијских појава, посебно у условима погоршања санитарних прилика, након поплава и других природних катастрофа.

## Распрострањеност
Појављује се у свим деловима света, али се ендемски, уз повремене епидемије, чешће јавља у слабије развијеним и неразвијеним земљама света (нпр. земље Африке, Блиског и Далеког истока, Јужне и Средње Америке).

## Пут преноса
У преношењу вируса хепатитиса А основну улогу има феко-орални пут преноса (болест „прљавих руку“). Контактни пут преноса условљен је присутношћу свеже фекалне контаминације на јагодицама прстију, па је тако пренос знатно олакшан код оних особа који не перу руке сапуном. Деца су најподложнија овој зарази, мада је болест обично блажег облика и краће траје.
Појава вируса зависи од санитарног стања околине, хигијенских навика и величине група у блиском контакту (нпр. вртићи, школе, породице и сл.). За разлику од земаља нижег хигијенског стандарда, хепатитис А се у развијеним земљама, побољшањем социоекономских услова живота јавља у каснијој животној доби.
Болест се може пренети и загађеном водом. Тада се хепатитис обично јавља у облику масовних епидемија експлозивног карактера, а захваћене су све старосне доби.
Хепатитис А вирус може се ширити и загађеним храном. Обично се ради о намирницама које не пролазе термичку обраду или је она недовољна (нпр. сирове или недовољно термички обрађене шкољке које потичу из контаминиране воде), односно, загађење настаје након додатних манипулација (стога је важно контролисати особе које раде са храном).
Мало је доказа о постојању ризика преноса ХАВ хетеросексуалним контактом, док је код хомосексуалних мушкараца учесталост анти-ХАВ висока.
Парентерални пренос ХАВ путем крви је могућ, али изузетно ретко. Човек је једини резервоар вируса хепатитиса А (оболели може да зарази друге особе у фази инкубације и у акутној фази болести). Заражене особе могу да пренесу вирус на друге људе две недеље пре него што се код њих појаве симптоми, па до недељу дана после појаве жутице (све заједно око три недеље).

## Клиничка слика
Инкубација тј. време које прође од уласка вируса у организам до појаве првих симптома болести, траје 2 до 4 недеље. Симптоми болести су: температура, болови у мишићима и зглобовима, мучнина и повраћање, а понекад и пролив. Када температура падне, кожа и беоњаче постају жуте, урин таман, а столица светлија. То је знак да је јетра повећана. Након 1 до 2 недеље симптоми болести нестају, али потпуни опоравак траје дуже (4 до 6 недеља).
Болест обично пролази спонтано и никад не прелази у хронични облик. Ипак, ХАВ може да узрокује пролонгирану колестазу (застој жучи) праћену повишеним нивоом алкалне фосфатазе и укупног билирубина што може потрајати неколико месеци или, што је још ређе, попримити хронични релапсирајући ток (ово се сматра као последица некомплетног нестајања ХАВ). Описано стање обично се реши, најкасније, за годину дана. ХАВ може бити и окидач за облик аутоимуног хепатитиса који се погрешно сматра „хроничним“ хепатитисом. Мали је број пацијената код којих се болест нагло појави, а тешки, тзв. фулминантни облик може да оштети јетру. Уочено је то да се фулминантни хепатитис А, иако редак, са све већом учесталошћу јавља код интравенских зависника.
Знакови болести зависе о стању оболелог, али и о животној доби у којој се инфекција јавила. У дечјем узрасту, нарочито у првим годинама живота, болест је блага и често пролази непримећено. Међутим, инфекција у каснијој доби може попримити тежи облик болести.

## Лабораторијске претраге
Лабораторијски налази показују повишене вредности јетрених ензима (AST, ALT), што је знак оштећења јетрених ћелија, али и повишени билирубин.
Током акутне инфекције имунски систем оболелог ствара антитела IgM anti-HAV који се у крви задржавају наредних 6 до 12 месеци од појаве првих симптома болести. Присуство IgG anti-HAV у серуму је показатељ прележаности хепатитиса А или имунитета стеченог вакцинисањем против хепатитиса А.
Вирус се може изоловати из столице оболелог, али се не ради рутински.

## Лечење
Лечење је симптоматско и састоји се у снижавању телесне температуре (уз антипиретике), одржавању електролитске равнотеже, мировању и дијетној исхрани. У случају тежег облика болести, особа се смешта у јединицу интензивног лечења.
Болест пролази спонтано, а прелаз у хронични облик болести није забележен.

## Превенција
Основна превенција хепатитиса А иста је као и код других цревних обољења, тј. стварање услова за редовно спровођење мера личне хигијене и хигијене околине (прање руку, правилно одлагање отпадних материја, осигурање здравствено исправне воде и хране).
Болест се може спречити и вакцинисањем које се препоручује: путницима у ендемска подручја, медицинском особљу, особљу и штићеницима у центрима целодневне неге, особама које учествују у процесу производње хране, особама које раде у комуналним предузећима (на пословима одвоза ђубрета и пословима везаним за канализацију), особама с неким хроничним болестима јетре.
Такође, вакцинисање против хепатитиса А препоручује се и хомосексуалцима, те интравенским зависницима. Особама које живе у домаћинству с оболелима као и особама које су у сексуалном контакту са зараженим, препоручује се вакцинисање од хепатитиса А - постекспозицијска профилакса две недеље од изложености зарази.
Вакцинисање се састоји од 2 дозе инактивисане вакцине, с тим да друга доза следи 6 до 12 месеци након прве дозе.
Данас постоји и комбиновано вакцинисање које штити од хепатитиса А и Б. Даје се у три дозе (друга доза месец дана након прве, а трећа доза пет месеци од друге). Тако стечена заштита је дуготрајна.